# منتخب الأرجنتين لكرة اليد الشاطئية
منتخب الأرجنتين لكرة اليد الشاطئية (بالإسبانية: Selección de balonmano playa de Argentina)‏ هو ممثل الأرجنتين الرسمي في المنافسات الدولية في كرة اليد الشاطئية
.